# Nan quan
Em artes marciais, chama-se genericamente de Nan Quan (南拳) (Pinyin: Nánquán, literalmente "Punhos do Sul") ou Nan Pai (南派; pinyin: Nán pài; literalmente, "escola do sul") todos os estilos de combate desarmado da escola Waijia de Wushu, originários ao sul do rio Yangtzé, na China, no fim da dinastia Ming e início da dinastia Qing. Também é recorrente nomear tais estilos de Shaolin do Sul, embora essa designação não seja totalmente correta, por se referir também à prática de Wushu com armas.
Como marcas mais notáveis, o Nanquan se caracteriza pelo uso de poucos golpes de salto, posturas de combate muito baixas, uso predominante de golpes de mão e de chutes baixos. Tais marcas do estilo costumam ser atribuídas ao relevo plano e biomas pantanosos formados no sul da China, ao longo do curso do rio Yiang Tsé, o que, na maioria das vezes, fazia com que templos e academias destinados ao treinamento militar, bem como campos de combate nas guerras, situados em geral em zonas rurais, ficassem em meio a terrenos alagados, o que dificultava o uso de saltos e exigia muito da musculatura da coxa dos lutadores para que eles pudessem se locomover. Tais condições, então, moldaram estilos que melhor se adaptavam a elas.
Exemplos de estilos que fazem parte do nanquan são o hung gar, choy lay fut, hak fu mun, wuzuquan, wing chun e outros.

## História
Durante a dinastia Ming, havia Wakō (piratas japoneses) ativos no litoral da China. Em certo momento, os generais Qi Jiguang e Yu Dayou estavam estacionados em Fuqing e Putian, em Fujian central. Os monges locais dessas áreas se defendiam usando bastões de metal para repelir os piratas. Yu Dayou e Qi Jiguang ensinaram artes marciais aos exércitos e cidadãos locais para que eles lutassem contra os piratas, inclusive com o uso de lança de arremesso, faca e outras armas. O capítulo catorze do livro Jixiao Xinshu, do general Qi, inclui uma versão modificada da 32ª postura do estilo taizu changquan. Depois da partida de Qi Jiguang, o desenvolvimento de métodos de combate desarmado ficou a cargo dos soldados.
Durante o período de Koxinga, a Sociedade do Céu e da Terra enviou cinco generais veteranos para várias partes do sul da China para disseminar essas técnicas. Eles criaram monastérios e recrutaram pessoas com sentimento anti-Qing, ensinando-lhes artes marciais e o uso de armas. Com o tempo, essas técnicas deram origem a vários estilos.
No quinto ano do reinado do imperador Shunzhi, da dinastia Qing, o exército Qing ocupou Fujian central e a região de Minnan e massacrou apoiadores da dinastia Ming do Sul em Putian, Fuqing e no condado de Yongchun. Durante a Primeira Guerra do Ópio, as artes marciais da Sociedade do Céu e da Terra ficaram conhecidas como Hung Kuen. Durante a rebelião dos turbantes vermelhos (1854-1856), esses estilos foram chamados de yongchunquan (possivelmente uma alusão ao pak hok, wing chun ou weng chun). Depois da derrota de Li Wenmao na rebelião dos turbantes vermelhos, a Sociedade do Céu e da Terra passou a chamar esses estilos de shaolin quan. Depois da fundação da República Popular da China, esses estilos passaram a ser chamados de nanquan.

## Mosteiro Shaolin do Sul
Considera-se que o mosteiro Shaolin do Sul teve um grande papel no desenvolvimento do wushu do sul da China. A dinastia Tang criou uma filial do mosteiro Shaolin do monte Song em Fujian. Posteriormente, o general Qi Jinguang, da dinastia Ming, difundiu o estilo taizu changquan e outros estilos na região.

## Nanquancontemporâneo
O nanquan contemporâneo surgiu em 1960 a partir das artes marciais das províncias da China ao sul do rio Yangtzé, especialmente Guangdong, Guangxi, Fujian e Zhejiang. O nanquan contemporâneo se baseia nos estilos familiares cantoneses 洪 (Hung), 李 (Lei), 劉 (Lau), 莫 (Mok) e 蔡 (Choi), bem como nos estilos mais contemporâneos choy lay fut, hung gar e wing chun.
O nanquan contemporâneo apresenta vigorosos e atléticos movimentos, conjugados com bases baixas e bem estáveis, muitas técnicas de mãos e uma articulação vocal chamada fasheng ("grito de liberação"), que foi o predecessor do kiai das artes marciais coreanas e japonesas. A força das mãos é gerada através de rápidos movimentos de cintura e transições de base. Técnicas de mão características do nanquan são os consecutivos socos para baixo chamados Gua Gai Quan (Gwa Kup Kuen; 挂盖拳), e consecutivos ganchos para cima enquanto se desloca para frente chamados Paoquan (Pow Kuen; 抛拳). Existem relativamente poucos chutes no nanquan, embora o Tengkong Pantui Cepu (腾空盘腿度侧扑; "chute com pernas cruzadas voador e aterrissagem de lado") e o Li Yu Da Ting (鲤鱼打挺直立, salto para se levantar) sejam bem comuns em séries avançadas de nanquan. O nanquan também possui suas próprias armas contemporâneas: o nandao (南刀, "sabre do sul") e o nangun (南棍, "bastão do sul), que foram incluídos nas competições internacionais de wushu a partir de 1999.
Em 2013, a Federação Internacional de Wushu (IWUF) modificou as regras do nanquan contemporâneo para tornar as técnicas de salto (难度) obrigatórias nas rotinas. Chutes giratórios com salto com rotação entre 360 e 720 graus no ar agora fazem parte das rotinas, e o giro estacionário para trás (原地后空翻) e o recuo simples para trás (单跳后空翻) são usados por competidores avançados.